# Matthew Foschini
Matthew Foschini (Melbourne, 19 ottobre 1990) è un ex calciatore australiano, di ruolo difensore.

## Biografia
Foschini è nato a Melbourne, Victoria. È figlio dell'ex giocatore di football australiano Silvio Foschini. Ha frequentato la Caulfield Grammar School, dove è stato capitano del First XI Team.

## Carriera

### Club

#### Giovanili
Matthew ha iniziato la sua carriera calcistica al Glen Waverley Junior Soccer Club, squadra dilettantistica della città di Glen Waverley, nello stato australiano del Victoria.
Nella stagione successiva passa all'Oakley Cannons, squadra di Oakley, sobborgo di Melbourne.

#### Melbourne Victory
Il 18 agosto 2009, Foschini, arrivando dalle Giovanili della squadra, firma un contratto biennale con la prima squadra del Melbourne Victory.
L'esordio da titolare si registra il 27 dicembre 2009 nel match in trasferta contro il N. Queensland Fury. 

#### La breve esperienza all'estero tra Salgaocar e Ottawa Fury
L'8 agosto del 2013 rescinde il contratto con la squadra di Melbourne e il 31 ottobre 2013 viene ingaggiato dal Salgaocar FC, militante nell'I-League (secondo livello della lega di calcio indiano).
Debutta con il Salgaocar, giocando per l'intera partita, il 22 novembre 2013 contro il Pune al Duler Stadium. La sua prima rete, però, la segna il 18 dicembre 2014, nell'incontro contro il Mumbai FC, nella fase a gironi della 2013-14 Indian Federation Cup. Il Salgaocar vincerà lo scontro per 2-1. Interrompe il contratto con la squadra indiana il 1 luglio 2014.
Arriva a parametro zero presso la corte della squadra canadese dell'Ottawa Fury, salvo poi non firmare, in quanto la società ha già raggiunto il numero massimo di stranieri tesserabili.

#### Ritorno in Australia: Oakleigh Cannons e parentesi South Melbourne
Nel giugno 2015, si unisce agli Oakleigh Cannons FC, con la quale arriva fino alle Finali della Coppa FFA.
Nel gennaio 2017, Foschini firma con il South Melbourne FC, con il quale vince il campionato NPL Victoria, battendo la sua ex squadra, Oakleigh Cannons.
Torna agli Oakleigh Cannons a gennaio del 2019.